# Batalha do Lago Fucino
A Batalha do Lago Fucino foi travada em 89 a.C. entre um exército da República Romana, liderado pelo cônsul Lúcio Pórcio Catão, e as forças rebeldes das cidades italianas lideradas pelos mársios durante a Guerra Social. Os romanos foram derrotados e Pócio Catão acabou morto durante um ataque ao acampamento inimigo.

## História
Segundo as fontes, os romanos estavam vencendo os rebeldes quando foram surpreendidos pela morte de Catão, pelas mãos do inimigo ou, especula-se, pelos próprios romanos por ordem de Caio Mário, o Jovem, que estava preocupado que a vitória de Catão pudesse ofuscar a vitória de seu pai sobre os cimbros na Guerra Cimbria mais de uma década antes.
A existência desta batalha foi confirmada por estudos arqueológicos realizados às margens do lago. Entre as descobertas estão um cone de chumbo e um pequeno anel de ferro, interpretados como sendo partes de uma arma empregada numa batalha. Além disto, uma inscrição em venético menciona uma pessoa chamada Floro Décio, confirmando a presença dos vênetos na batalha.